# Martti Palo
Martti Palo (1 de noviembre de 1943 – 25 de octubre de 2009) fue un actor finlandés.

## Biografía
Nacido en Helsinki, Finlandia, sus padres eran los actores Tauno Palo y Sylvi Palo. Era hermano del actor Pertti Palo y medio hermano por parte de su padre del también actor Jukka-Pekka Palo.
Falleció en Tampere, Finlandia, en el año 2009. Había estado casado con Mervi Pohjalainen y Marja-Liisa Saarikangas.

## Filmografía (selección)
- 1949 : Vain kaksi tuntia
- 1960 : Nina ja Erik
- 1987 : Kotirappu (miniserie TV)
- 1993-1995 : Metsolat (serie TV)
- 2003 : Sibelius